# (29401) Asterix
(29401) Asterix – planetoida z grupy pasa głównego asteroid okrążająca Słońce w ciągu 4 lat i 277 dni w średniej odległości 2,83 j.a. Została odkryta 1 października 1996 w Obserwatorium Kleť w pobliżu Czeskich Budziejowic przez Miloša Tichego i Zdenka Moravca. Nazwa planetoidy pochodzi od Asteriksa, postaci z serii komiksów autorstwa René Goscinnego i Alberta Uderzo. Przed nadaniem nazwy planetoida nosiła oznaczenie tymczasowe (29401) 1996 TE.